# Diệu Nhi
Trần Thị Diệu Nhi (sinh ngày 21 tháng 5 năm 1991), thường được biết đến với nghệ danh Diệu Nhi, là một nữ diễn viên, nghệ sĩ hài kiêm người dẫn chương trình truyền hình người Việt Nam.

## Tiểu sử và sự nghiệp

### 1991–2009: Tiểu sử
Diệu Nhi tên đầy đủ là Trần Thị Diệu Nhi, sinh ngày 21 tháng 5 năm 1991 tại phường Mũi Né, thành phố Phan Thiết, tỉnh Bình Thuận. Con ông Trần Quốc Toản và bà Trần Thị Ngọc Diệp.

### 2010–2014: Sự nghiệp ban đầu
Khi còn là sinh viên của trường Đại học Sân khấu – Điện ảnh Thành phố Hồ Chí Minh, cô từng là diễn viên của Sân khấu kịch 5B (Sân khấu Thành phố Hồ Chí Minh) và tham gia vào vở Trò chơi của quỷ. Sau đó, khoảng cuối năm 2011, cô chuyển sang Sân Khấu Thế Giới Trẻ và bắt đầu đi lên từ lĩnh vực sân khấu.
Năm 2012, Diệu Nhi chính thức tham gia bộ phim truyền hình đầu tay Ầu ơ ví dầu với vai nhỏ trong phim.
Năm 2014, cô tham gia phim sitcom Chiến dịch chống ế của kênh YanTV với vai diễn Linh Đan, một cô gái chỉn chu, năng động và đang cùng nhóm bạn của mình đi tìm người yêu. Từ đó, Diệu Nhi mới bắt đầu được nhiều người biết tới.

### 2015–2017: Phát triển sự nghiệp
Năm 2015, Diệu Nhi tiếp tục tham gia phim Chiến dịch chống ế 2 và tham gia một số vở kịch. Cô cũng làm VJ khách mời trong tập 13 của chương trình We10 - Bảng xế hạng ca khúc quốc tế trên YanTV cùng với nam ca sĩ Isaac (thời điểm này anh vẫn còn là trưởng nhóm nhạc 365).
Năm 2016 là năm thành công của cô có nhiều vai diễn nổi bật như như May - Gái già lắm chiêu, Cam Ly - Chạy đi rồi tính, Xuân - Điệp vụ chân dài. Diệu Nhi đã xuất sắc nhận Giải Mai Vàng cho hạng mục Nữ diễn viên sân khấu với vai diễn Thảo trong vở kịch Ma nữ si tình.
Năm 2017 cô tham gia phim điện ảnh Vú em tập sự và Ngày mai Mai cưới và phim truyền hình chuyển thể từ bản Hàn Quốc Gia đình là số 1.

### 2018–nay: Sự công nhận của công chúng
Năm 2018 cô bùng nổ với nhiều phim chiếu mạng như Thứ hai không hại được ai của Samsung Galaxy, Tui là Tư Hậu của Trấn Thành, Thập Tam Muội, Bổn cung giá lâm và Tết đến rồi về nhà thôi của Thu Trang. Diệu Nhi mở được liveshow đầu tay có tên Yêu.
Năm 2019, Diệu Nhi tiếp tục tham gia phim Gia đình là số 1 - Phần 2 và ba phim điện ảnh Vu quy đại náo, Chị Mười Ba - Phần kết Thập Tam Muội và Anh trai yêu quái. Hiện tại cô đã kết hôn với Bùi Anh Tú.

## Sự nghiệp diễn xuất

### Kịch
| Năm  | Tựa                   | Vai diễn | Đạo diễn       | Chú thích |
| ---- | --------------------- | -------- | -------------- | --------- |
| 2015 | Chuyện tình Bangkok   | Gay      | Ngọc Hùng      |           |
| 2015 | Mỹ nam đại chiến      |          | Ngọc Hùng      |           |
| 2016 | Ma nữ si tình         | Thảo     | Ngọc Hùng      |           |
| 2017 | Mẹ chồng rắc rối      | Hằng     | Ngọc Hùng      | [ 9 ]     |
| 2017 | Tình lá diêu bông     | Năm      | Ngọc Hùng      | [ 10 ]    |
| 2018 | Mua chồng             |          | Trần Minh Ngọc |           |
| 2019 | Ngôi làng ma          | Nak      | Ngọc Hùng      |           |
| 2019 | Bao giờ mẹ lấy chồng? | Mai      | Ngọc Hùng      |           |
| 2023 | Đời như ý             | bé Ba    | Bùi Quốc Bảo   |           |
| 2023 | Hợp đồng yêu đương    |          | Ngọc Hùng      |           |

### Phim điện ảnh
| Năm  | Tựa                                  | Vai diễn     | Đạo diễn                 | Chú thích |
| ---- | ------------------------------------ | ------------ | ------------------------ | --------- |
| 2016 | Gái già lắm chiêu                    | May          | Nam Cito, Bảo Nhân       | [ 11 ]    |
| 2016 | Chạy đi rồi tính                     | Cam Ly       | Nam Cito, Bảo Nhân       |           |
| 2016 | Điệp vụ chân dài                     | Xuân         | Nguyễn Quang Tuyến       |           |
| 2017 | Vú em tập sự                         | Uyên         | Bùi Văn Hải              | [ 12 ]    |
| 2017 | Ngày mai Mai cưới                    | Mai          | Nguyễn Tấn Phước         | [ 13 ]    |
| 2018 | Yêu nữ siêu quậy                     | Ngân         | Ngọc Hùng                |           |
| 2019 | Vu quy đại náo                       | Hiền         | Lê Thiện Viễn            | [ 14 ]    |
| 2019 | Chị Mười Ba – Phần kết Thập Tam Muội | Hồng Phất Nữ | Khương Ngọc, Tô Gia Tuấn |           |
| 2019 | Anh trai yêu quái                    | Diệp         | Vũ Ngọc Phượng           |           |
| 2022 | Bẫy ngọt ngào                        | Linh Đan     | Đinh Hà Uyên Thư         |           |
| 2022 | Bóng đè                              | Hạnh         | Lê Văn Kiệt              |           |
| 2023 | Trên bàn nhậu dưới bàn mưu           | Gạo          | Tien M. Nguyen           |           |
| 2024 | Gặp Lại Chị Bầu                      | Huyền        | Nhất Trung               | Phim Tết  |

### Phim truyền hình
| Năm  | Tựa phim                  | Vai diễn  | Kênh        |
| ---- | ------------------------- | --------- | ----------- |
| 2008 | Tòa án công lý            | Đánh giày | HTV9        |
| 2012 | Ầu ơ ví dầu               | Lam       | HTV9        |
| 2012 | Duyên nghiệp              | Châu Anh  | VTV3        |
| 2014 | Chiến dịch chống ế        | Linh Đan  | VTV9        |
| 2014 | Kim chi cà pháo           | Tin       | VTV9        |
| 2015 | Chiến dịch chống ế 2      | Linh Đan  | VTV9        |
| 2015 | Những cô nàng rắc rối     | Kim Cương | VTV9        |
| 2015 | Nhà chung                 | Bé 9      | VTV9        |
| 2017 | Gia đình là số 1          | Diệu Hiền | HTV7        |
| 2019 | Gia đình là số 1 (phần 2) | Diễm My   | HTV7        |
| 2020 | Bẫy mỹ nhân               | Anna      | MCV Network |

### Phim chiếu mạng
| Năm  | Tựa                       | Vai diễn         |
| ---- | ------------------------- | ---------------- |
| 2014 | Chuyện tình Ba Đù         | Bạn Ba Đù        |
| 2015 | School TV                 | Diệu Nhi         |
| 2018 | Thập Tam Muội             | Hồng Phất Nữ     |
| 2018 | Tui là Tư Hậu             | Người yêu Tư Hậu |
| 2018 | Thứ hai không hại được ai | Thùy Nhi         |
| 2018 | Bổn cung giá lâm          | Mai quý phi      |
| 2018 | Tết đến rồi về nhà thôi   | Nhi              |
| 2019 | Tết đến rồi về nhà thôi 2 | Nhi              |

### Minishow
| Năm  | Tựa | Đạo diễn                     | Chú thích |
| ---- | --- | ---------------------------- | --------- |
| 2018 | Yêu | Nguyễn Nhật Trung, Ngọc Hùng | [ 15 ]    |

## Chương trình

### Chương trình truyền hình
| Năm  | Chương trình                         | Kênh               | Vai trò                              |
| ---- | ------------------------------------ | ------------------ | ------------------------------------ |
| 2015 | Cười là thua                         | HTV7               | Người chơi khách mời - Tập 2, 3      |
| 2015 | Tuyệt đỉnh giác quan                 | THVL1              | Người chơi khách mời - Tập 6         |
| 2015 | Thiên đường ẩm thực                  | HTV7               | Người chơi khách mời - Tập 1         |
| 2015 | Chung sức                            | HTV7               | Người chơi khách mời - Tập 31        |
| 2015 | We10 - Bảng xếp hạng ca khúc quốc tế | YanTV (SCTV2)      | VJ khách mời - Tập 13                |
| 2016 | Đàn ông phải thế                     | HTV7               | Người chơi khách mời - Tập 22        |
| 2016 | Alo Alo                              | Yeah1TV (VTVCab17) | Khách mời - Tập 39                   |
| 2016 | Ngạc nhiên chưa                      | HTV7               | Người chơi khách mời - Tập 16        |
| 2016 | Siêu bất ngờ                         | HTV7               | Người chơi khách mời - Tập 2         |
| 2016 | Hoán đổi cặp đôi                     | THVL1              | Người chơi khách mời - Tập 1         |
| 2016 | Một trăm triệu một phút              | VTV3               | Người chơi khách mời - Tập 32        |
| 2016 | Ơn giời cậu đây rồi!                 | VTV3               | Người chơi khách mời - Tập 7         |
| 2017 | Thiên đường ẩm thực                  | HTV7               | Người chơi khách mời - Tập 3         |
| 2017 | Chuẩn cơm mẹ nấu                     | VTV3               | Người chơi khách mời - Tập 86        |
| 2018 | Cao thủ đấu nhạc                     | HTV7               | Người chơi khách mời - Tập 12        |
| 2018 | Thiên đường ẩm thực                  | HTV7               | Người chơi khách mời - Tập 2         |
| 2018 | Nhanh như chớp                       | HTV7               | Người chơi - Tập 10, Tập 17          |
| 2018 | Ca sĩ bí ẩn                          | HTV7               | Người chơi khách mời - Tập 14        |
| 2018 | Sàn đấu ca từ                        | HTV7               | Người chơi khách mời - Tập 7         |
| 2018 | 7 nụ cười xuân                       | HTV7               | Người chơi khách mời - Tập 19        |
| 2018 | Ghế không tựa                        | VTV6               | Khách mời                            |
| 2018 | Giọng ải giọng ai                    | HTV7               | Người chơi khách mời - Tập 2, Tập 14 |
| 2018 | Đào thoát                            | HTV7               | Người dẫn chương trình cố định       |
| 2018 | Lữ khách 24h                         | HTV7               | Người chơi khách mời - Tập 340, 341  |
| 2018 | Bản lĩnh nhóc tỳ                     | VTV3               | Người chơi khách mời - Tập 7         |
| 2018 | Nhanh như chớp nhí                   | HTV2               | Người chơi khách mời - Tập 3         |
| 2018 | Im lặng là vàng                      | HTV7               | Người chơi khách mời - Tập 3         |
| 2018 | Ẩm thực kỳ duyên                     | HTV7               | Người dẫn chương trình cố định       |
| 2019 | Sao hỏa sao kim                      | HTV7               | Người chơi khách mời - Tập 8         |
| 2019 | Người ấy là ai                       | HTV2               | Cố vấn khách mời - Tập 4             |
| 2019 | Người đi xuyên tường                 | VTV3               | Người dẫn chương trình cố định       |
| 2019 | Ai là số 1?                          | HTV2               | Người chơi khách mời cố định         |
| 2020 | Bộ 3 siêu đẳng                       | VTV3               | Người chơi khách mời - Tập 1         |
| 2020 | Người ấy là ai                       | HTV2               | Người chơi khách mời - Tập 12        |
| 2020 | Sao nhập ngũ                         | QPVN               | Nhân vật trải nghiệm                 |
| 2021 | Giác quan thứ 6                      | VTV3               | Người dẫn chương trình cố định       |
| 2021 | Ký ức vui vẻ                         | VTV3               | Người chơi khách mời                 |
| 2022 | Lời tự sự                            | VTV3               | Khách mời - Ngày 18/3/2022           |
| 2023 | Chị đẹp đạp gió rẽ sóng              | VTV3               | Người chơi                           |
| 2023 | Cuối tuần tuyệt vời                  | VTV3               | Người chơi                           |

### Chương trình chiếu mạng
| Năm  | Chương trình             | Vai trò                                |
| ---- | ------------------------ | -------------------------------------- |
| 2015 | 2BĐ - 2 Bá Đạo           | Khách mời phỏng vấn - Ngày 19/8/2015   |
| 2017 | Việt Nam tươi đẹp - HTV9 | Khách mời trải nghiệm - Tập 6, 7, 8    |
| 2017 | Saostar quá giang        | Khách mời phỏng vấn - Tập 12           |
| 2017 | Mỹ nhân vào bếp - HTV9   | Người trải nghiệm chính                |
| 2018 | Việt Nam tươi đẹp - HTV9 | Khách mời trải nghiệm - Tập 73, 74, 75 |
| 2021 | Ăn đi rồi kể             | Người chơi khách mời cố định           |
| 2023 | Mùi Vị Những Chuyến Đi   | Cast chính                             |

### Talkshow
| Năm  | Talkshow    | Tập |
| ---- | ----------- | --- |
| 2021 | BAR STORIES | 37  |
| 2023 | #HaveASip   | 129 |

## Giải thưởng và đề cử
| Giải thưởng                    | Năm  | Hạng mục                                     | Tác phẩm đề cử    | Kết quả   | Chú thích     |
| ------------------------------ | ---- | -------------------------------------------- | ----------------- | --------- | ------------- |
| Her World Young Woman Achiever | 2016 | Nữ diễn viên phim ảnh                        | —                 | Đoạt giải |               |
| Giải thưởng Ngôi Sao Xanh      | 2016 | Gương mặt điện ảnh triển vọng                | Gái già lắm chiêu | Đề cử     | [ 16 ] [ 17 ] |
| Giải thưởng Ngôi Sao Xanh      | 2020 | Nữ diễn viên phụ xuất sắc nhất phim điện ảnh | Anh trai yêu quái | Đề cử     | [ 16 ] [ 17 ] |
| Giải Mai Vàng                  | 2016 | Nữ diễn viên sân khấu được yêu thích nhất    | Ma nữ si tình     | Đoạt giải | [ 18 ] [ 19 ] |
| Giải Mai Vàng                  | 2017 | Nữ diễn viên sân khấu được yêu thích nhất    | Tình lá diêu bông | Đề cử     | [ 18 ] [ 19 ] |
| Giải Mai Vàng                  | 2017 | Nữ diễn viên hài được yêu thích nhất         | Gia đình là số 1  | Đề cử     | [ 18 ] [ 19 ] |
| Giải Mai Vàng                  | 2019 | Nữ diễn viên sân khấu được yêu thích nhất    | Ngôi làng ma      | Đề cử     | [ 18 ] [ 19 ] |